# Выпово
Выпово — село в Суздальском районе Владимирской области России, входит в состав Павловского сельского поселения.

## География
Село расположено в 7 км на юго-запад от центра поселения села Павловское и в 17 км на юг от райцентра города Суздаль.

## История
В 1787 году в селе была построена каменная церковь во имя Бориса и Глеба, в 1865 году при ней построена каменная колокольня. Престолов в церкви было два: главный в честь святых Бориса и Глеба и придельный — во имя Казанской иконы Божьей Матери. В годы Советской Власти церковь была полностью разрушена.
В конце XIX — начале XX века село входило в состав Борисовской волости Владимирского уезда. В 1859 году в селе числилось 32 дворов, в 1905 году — 57 дворов с усадьбами П.М. Бузина и П.А. Журавлева, в 1926 году — 71 хозяйств.
С 1929 года село являлось центром Выповского сельсовета Суздальского района, с 1954 года — в составе Павловского сельсовета.

## Население
| 1859 | 1905 | 1926 |
| ---- | ---- | ---- |
| 245  | 317  | 367  |

| 1859 | 1905 | 1926 | 2002 | 2010 | 2021 |
| ---- | ---- | ---- | ---- | ---- | ---- |
| 245  | ↗317 | ↗367 | ↘67  | →67  | ↗68  |